# Hudson River School
Hudson River School var en gruppe amerikanske landskabsmalere i 1800-tallet der især malede i egnen omkring Hudsonfloden i staten New York. Det var den første nationale amerikanske malerskole, skabt i 1830'erne under ledelse af Thomas Cole. Motiverne var romantiske landskaber hentet fra Hudson River og The White Mountains i New Hampshire, Catskill Mountains, Adirondack med vide udsyn og rig detaljegengivelse, inspireret især af tysk romantisk maleri. Af malere der regnes til skolen kan nævnes Thomas Doughty og Asher Brown Durand. Bevægelsen varede til henimod slutningen af 1800-tallet med blandt andre Frederic Edwin Church og John Frederick Kensett, Sanford Robinson Gifford som repræsentant for en senere generation.

## Galleri
| - Thomas Cole: The Oxbow, 1836. Metropolitan Museum of Art |